# CSTS

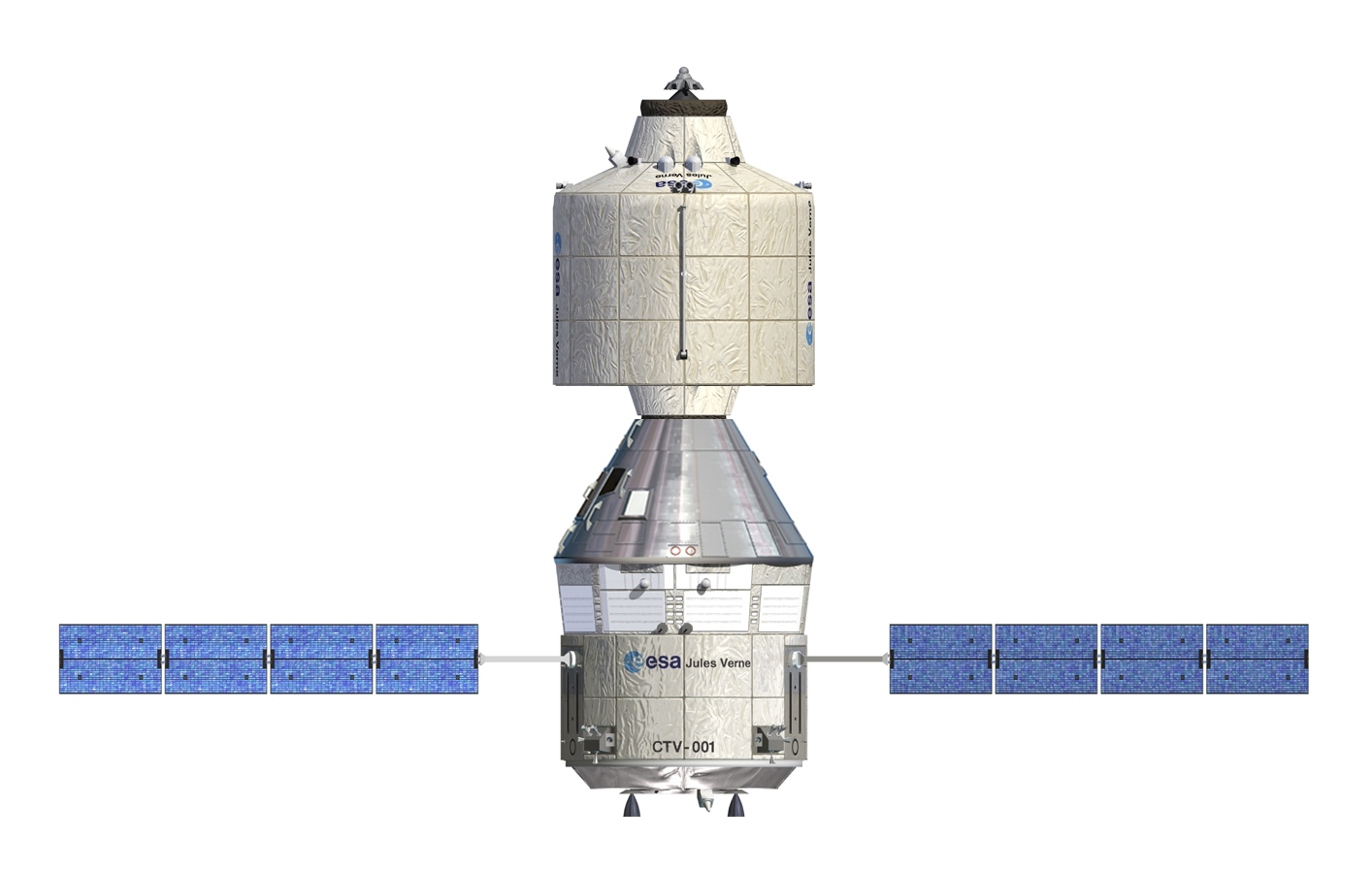
計画中のCSTS

CSTS (Crew Space Transportation System) またはACTS (Advanced Crew Transportation System) は、計画段階の有人宇宙船である。元々は欧州宇宙機関 (ESA) とロシア連邦宇宙局との共同計画だったが、後にESAの専従の計画となった。国際宇宙ステーション (ISS) のような低軌道への用途として設計されたが、同様に月や更に以遠への探査も検討された。
この調査はNASAのビジョン・フォー・スペース・エクスプロレーションでオリオンの開発で国際協力をせずに独自に開発する方針が公式に発表された事により欧州の有人宇宙飛行計画を維持する為の戦略的基本計画として検討された。
CSTSは2008年11月にESAの理事会で計画が終了する前の2006年9月から2008年春までの18ヶ月間で初期調査段階が完了した。しかしながらESAの首脳が拒否した欧州補給機発展計画はACTS計画の代替として予算の分配を継続するかしないかに関して交渉中である。 2008年11月末の時点において計画の予算は2017年以前に実際の宇宙船の打ち上げる事が不可能な実現可能性の調査に限定される。
2009年、ロシアは独自の"PPTS"またはProspective Piloted Transport Systemという名称のCSTSの設計案の実行を決めた。欧州のESAはCSTSを発展させた有人仕様に改良された欧州補給機であるACTS (Advanced Crew Transportation System) の実行を決めた。ACTSはロシアのソユーズ宇宙船のように分離する構造の下降/上昇モジュールと取り外し可能な軌道周回モジュールの様式を踏襲する。下降モジュールはアメリカのアポロ宇宙船の指令船にやや似ており、軌道周回モジュールは有人仕様の欧州補給機に似ている。2009年半ばにEADS アストリアムは2100万ユーロで現在ではACTSの原型となる事が信じられている欧州補給機の有人仕様への設計調査を受注した。
2013年、ESAはNASAのオリオンの開発に参加することを発表した。ESAはATVの技術を元にオリオンのサービスモジュールを担当する。それ以降、2015年現在においてもCSTS/ACTSプロジェクトに関する動きは見られない。

## 背景

### オリオン計画への回答としてのCSTS
2004年、アメリカの ジョージ・W・ブッシュは2020年に有人月面着陸と2030年の火星有人着陸を含むビジョン・フォー・スペース・エクスプロレーションを発表した。
これらの用途に乗員輸送機としてオリオンが現在開発中である。ESAの関係者は彼らがこの探査計画に参加出来るか尋ねたが否定的な返事を受け取った。
ESAの理事長のジャン＝ジャック・ドーダンはNASAによるこの拒絶に関して"私はマイケル・グリフィンと MarburgerからCEVは国際協力ではないと言われた。しかし、もしヨーロッパが次世代の輸送システムに関与しないのであれば私達は永久に2級の協力者に留まるだろう。"と述べた。
2006年7月にNASA長官のマイケル・グリフィンに新人の科学者と共にインタビューしたが、NASAの月探査計画全体における国際協力の提案に興味を示した。"アメリカは月に戻るが私達はより良くそうすると思うが、もし私達の国際宇宙ステーションに参加する多くの企業のように新しい協力企業が参加する事が出来えばそれはすべてのためのより多くの実りになるだろう。"と述べた。Griffinは全体的な協力に関しての話にはオリオンの開発の協力ではなく月探査へは完全にアメリカ製の宇宙船が使用される。
オリオン宇宙船がESAとの協力をせずに開発される見込みになったのでESAは2011年のスペースシャトル計画の終了と2015/2016年の意図的な国際宇宙ステーション計画の終了により有人宇宙飛行計画の継続の為の主要な障害に直面している。

### ロシアとの協力

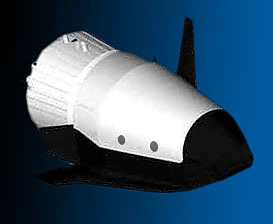
クリーペル

2004年以来、ESAはFKAと40年近く運用されてきたロシアのソユーズ宇宙船の後継計画であるクリーペルの開発に関して話した。ESAの管理部門はこの協力に熱心であったが、この計画へのESAの参加は部分的でロシアがクリーペル宇宙船の開発と設計の主導権を握るので2005年12月にESAの構成国は設計と協力調査への予算の分配は低下した。
ロシア側では2006年にソユーズをクリーペルで代替する事は予算がかかり過ぎる事に気付いたのでAdvanced Crew Transportation System, ACTSのコンセプトを"ユーロ-ソユーズ"の一種として考案した。
2005年12月にESAによってクリーペルが却下された後、2006年1月にジャン＝ジャック・ドーダンはロシアとの新型宇宙船の開発を決めた。2006年1月13日に報道によると有翼のクリーペル計画はESAが予算をつけた先進的なカプセル型乗員輸送機の開発調査によって代替された。ESAが却下したにもかかわらずクリーペルはロシア宇宙局によって予算が与えられたがロシアと欧州はCSTSを共同で進めることはほとんどない。ロシアがCSTSを進める理由はモジュラー構造物の設計の責任をパートナー間で分担(一例としてロシアが再突入カプセル、ESAが居住モジュール等を担当)することによって欧州がロシアと欧州の計画の完全なパートーナーになる可能性を与える事が含まれるからである。
約1500万ユーロをCSTS計画に拠出する事が2006年6月21日から22日のESAの定例会で承認された。さらなる調査の予算として次の7月のESAの会合で話し合われた。ロシアとESAの双方は計画において最初の2年間にかかる費用に関して"私達は現在、ロシアと宇宙船の初期設計の作業をしている段階で運用の為の法的な枠組み、作業分担、開発の分担比率の概要に関して取り決めた。"とESAの有人宇宙飛行、微小重力と探査計画の理事会の政策と計画科の長であるManuel Vallsは述べた。
2006年7月4日、ロシアの報道機関はロシア宇宙庁の長官であるAnatoly Perminovは|ジャン＝ジャック・ドーダンとCSTS計画に関して会談したが結果的に合意には至らなかった、と報道した。
2006年7月18日FKA長官のAnatoly Perminovはロシアはクリーペル宇宙船の計画は既に中止されたと発表した。
これによりACTSの構想はクリーペルの設計よりもESAの関与が深まる。

### ファーンボロー航空ショー
Jean-Jacques Dordainは2006年7月25日にファーンボロー航空ショーでロシア連邦宇宙局と共にACTS宇宙船の共同調査を2006年9月から始め、2008年初頭に終了すると発表した。: 私達は18ヶ月'の期間を私達の首相にこのような宇宙船の提案をする為に得ました.。この調査に1500万ユーロの予算がかかると見られESAの構成7ヶ国で分担する。調査の分担分野は:
- 宇宙船の仕様の基本システム設計
- 結合装置を含むサブシステムの詳細設計
- 運用機構の開発と合意と同様に実物開発の作業分担の決定
- 有人月飛行

## 全体の設計
2008年5月に初期調査が完了した後、ロシア宇宙局とESAは全体の設計は円錐型のカプセルとATV派生型サービスモジュールで構成されると発表した。CSTS宇宙船の全備重量は18,000 kgであるが。しかしながらカプセルとサービスモジュールの合計重量は一致しない。

## 射場
ギアナ宇宙基地と予定されるロシアのボストチヌイ宇宙基地がCSTSの射場として検討された。宇宙船を軌道へ運ぶ為のロケットは決まらなかったが、Manuel Vallsはロシアのロケットが元になると示し、アリアン5も同様に輸送用ロケットとして可能であると示した。

## ヨーロッパ内での競争
ロシア連邦宇宙局とESAが彼等のCSTS宇宙船の計画を発表した同時期、ドイツ航空宇宙センターとEADS アストリアムは発展型欧州補給機の構想を発表した。この構想は現在の欧州補給機 (ATV) を改良して再突入カプセルをつけて2013年に国際宇宙ステーションから貨物を回収するもので第2段階として2017年に発展型欧州補給機を改良した有人仕様のATVを打ち上げるという内容だった。これらの予定は後にそれぞれ2015年と2020年に改められた。この構想は2008年11月のESAの首脳会談で検討され貨物回収機を2017年に準備する為の初期開発の予算が承認された。発展型ATVの概念はCSTS計画の終了に貢献したかもしれない。しかしながらESA長官は発展型欧州補給機の構想は現在も継続中のACTSの予算が打ち切られた時の代替であると否定した。
2009年の時点で欧州が国際宇宙ステーションに補給品を運ぶATV宇宙船の後継に独自のACTS計画を行うと決めた場合、ロシアは彼等の新しい有人宇宙船用にCSTSの全体の設計を維持する事を決めている。